# バルビツール酸系依存症
バルビツール酸系依存（バルビツールさんけいいそん、barbiturate dependence）は、バルビツール酸系の定期的使用によって生じる。このことは、ひいては当初の薬理あるいは治療効果を得るための必要な薬の用量の増加に通じる可能性がある。
バルビツール酸系薬の使用は、依存症および身体的依存の両方をもたらし、それ自体乱用の高い可能性を持つ。
バルビツール酸系薬に対する精神的な依存は迅速に生じる。バルビツール酸系薬の主な作用部位の一つ、GABAA受容体は、バルビツール酸系における耐性の発現と依存、および、乱用の結果としての陶酔的な「ハイ」の中心的役割を担うと考えられている。
バルビツール酸系薬の耐性が生じる機序は、エタノールやベンゾジアゼピンとは異なると考えられているが、これらの薬物には互いに交差耐性が生じることが示されている。
薬物からの離脱の際には、危険な発作や振戦せん妄（DT）の兆候である頻脈、発汗、手の震えや不安の増加、精神運動性激越、吐き気や嘔吐、一過性の知覚障害の評価が必要である。
バルビツール酸系薬の身体的依存の管理は、用量漸減法の後に、長時間作用型のバルビツール酸のフェノバルビタールでの安定化である。ゆっくりなフェノバルビタールの排出は離脱症状の深刻度を減少させ、発作のような重篤なバルビツール酸の離脱症状の可能性を減少させる。
バルビツール酸系薬の離脱のために抗精神病薬は推奨できず（あるいは離脱の状態でほかの中枢神経系抑制薬）、特にクロザピン、オランザピンあるいは、クロルプロマジンのような効果の弱いフェノチアジンは、発作閾値を低下させ離脱症状を悪化させる;用いられている場合、細心の注意が必要である。